# Allen T. Caperton

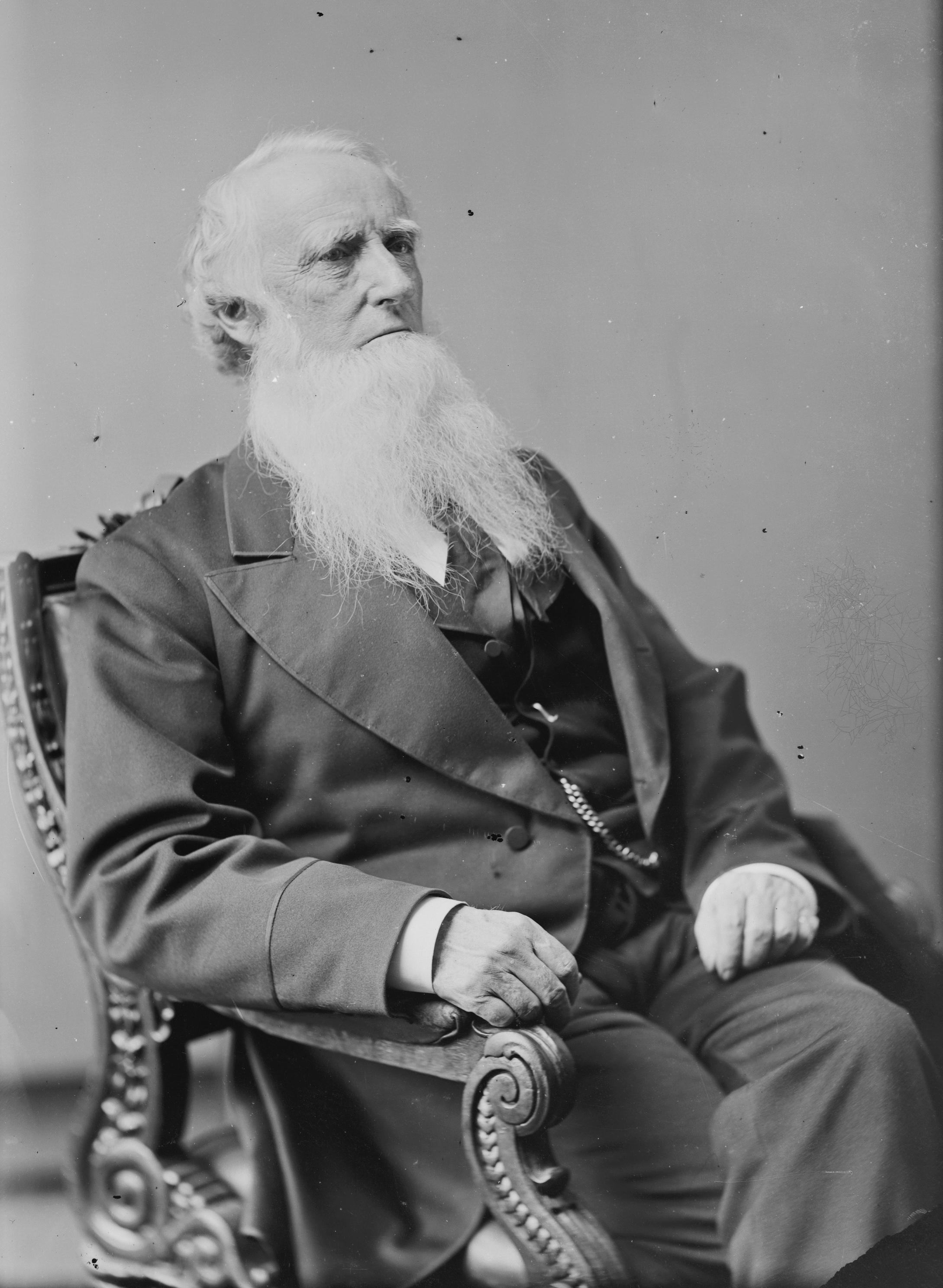
Allen T. Caperton

Allen Taylor Caperton (* 21. November 1810 im Monroe County, Virginia; † 26. Juli 1876 in Washington, D.C.) war ein US-amerikanischer Politiker (Demokratische Partei). Er vertrat den Bundesstaat West Virginia im US-Senat und saß als Senator für Virginia im Konföderiertenkongress.

## Leben
Allen Caperton, dessen Vater Hugh Caperton ebenfalls politisch aktiv war und von 1813 bis 1815 als Föderalist dem US-Repräsentantenhaus angehörte, wurde im heutigen West Virginia geboren. Als 14-Jähriger besuchte er die Schule in Huntsville (Alabama). Später graduierte er an der University of Virginia sowie am Yale College. Nach einem Jura-Studium in Staunton wurde er in die Anwaltskammer aufgenommen und begann als Jurist zu praktizieren.

## Politik
Politisch betätigte sich Caperton zunächst in beiden Kammern der Staatslegislative von Virginia: im Repräsentantenhaus von 1841 bis 1841, im Senat von 1844 bis 1848. Eine weitere Amtsperiode im Repräsentantenhaus schloss sich zwischen 1857 und 1861 an. 1850 und 1861 war er Delegierter zum Verfassungskonvent des Staates.
Während des Bürgerkrieges wählte ihn das Parlament von Virginia in den Konföderiertensenat, wo er am 22. Januar 1864 die Nachfolge des verstorbenen William B. Preston antrat und bis zum 18. März 1865 verblieb. Nach dem Krieg war er der erste ehemalige Konföderationspolitiker, der in den US-Senat gewählt wurde. Er nahm sein Mandat als Vertreter West Virginias ab dem 4. März 1875 wahr, verstarb aber bereits im folgenden Jahr in Washington.